# 1981 en Italie
Chronologie de l'Italie
- 1977
- 1978
- 1979
- 1980
- 1981
- 1982
- 1983
- 1984
- 1985

1979 en Europe - 1980 en Europe - 1981 en Europe - 1982 en Europe - 1983 en Europe

## Événements
- 5 février : deux carabiniers sont tués à Padoue par des terroristes des Noyaux armés révolutionnaires ; Valerio Fioravanti, son frère Cristiano et Francesca Mambro sont arrêtés[1].
- 12 février : le ministre du Trésor Beniamino Andreatta écrit une lettre au gouverneur de la Banque d'Italie Carlo Azeglio Ciampi qui sanctionne le « divorce » entre les deux institutions[2].

- 17 mars : perquisition du domicile de Licio Gelli. Début du scandale de la Loge P2 ; trois membres du gouvernement sont impliqués[3].
- 20 mars : la Cour d'assises de Catanzaro acquitte en appel tous les accusés du procès du massacre de la Piazza Fontana[4].

- 4 avril : arrestation à Milan du brigadiste Mario Moretti[5].

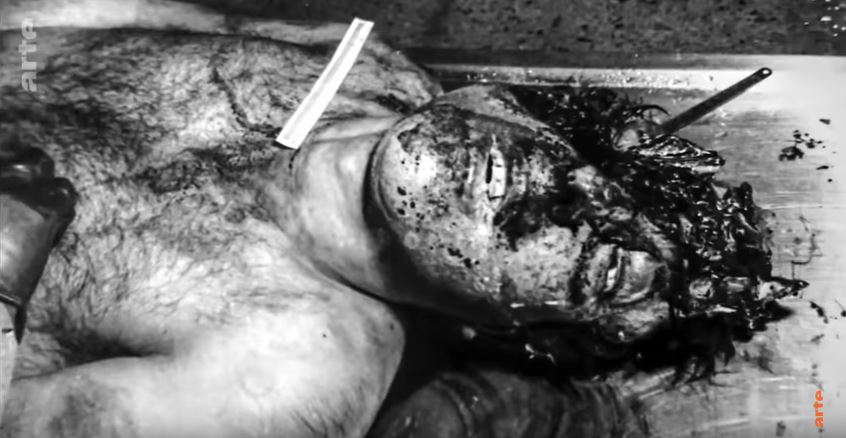
Le visage déchiré de Stefano Bontate par la kalachnikov de Pino Greco.

- 23 avril : l'assassinat de Stefano Bontate, le chef de l'une des familles de la mafia de Palerme, commandité par Toto Riina marque le début de la deuxième guerre de la mafia, nom donné à un conflit interne à Cosa Nostra qui se déroule en Sicile au début des années 1980 et se traduit par environ mille assassinats[6].
- 27 avril : enlèvement de Ciro Cirillo, conseiller régional de la DC, par un groupe des Brigades rouges. Il est libéré le 23 juillet[5].

- 13 mai : tentative d’assassinat contre le pape Jean-Paul II à Rome par Mehmet Ali Ağca, un jeune Turc, membre de l’organisation islamiste, Les Loups gris[7].
- 17 - 18 mai : cinq référendums abrogatifs sont proposés (ordre public, travaux forcés, port d'armes et avortement). La majorité (88.5%) s’oppose à l’abrogation de la loi pour l’avortement. 85,2 % des Italiens approuve le maintien du décret-loi Cossigna donnant d'importants moyens à la police pour lutter contre le terrorisme[8].
- 26 mai : le président du Conseil italien Arnaldo Forlani démissionne[9].

- 6 juin : double meurtre de Giovanni Foggi et Carmela De Nuccio, à Scandicci, près de Florence, commis par le monstre de Florence[10].
- 10 juin : un garçon de six ans, Alfredo Rampi, tombe dans un puits artésien, à Vermicino, près de Rome. Il meurt après trois jours de tentatives de sauvetage infructueuses suivies par toute l'Italie[11].
- 17 juin : privatisation de Montedison[12].
- 21 juin : élections régionales en Sicile
- 28 juin : le républicain Giovanni Spadolini remplace Arnaldo Forlani à la tête d’un gouvernement de coalition[9] (pentapartisme) comprenant démocrates-chrétiens, socialistes, sociaux-démocrates, républicains et libéraux. Pour la première fois depuis 1945, la Démocratie chrétienne cède la direction du gouvernement à un autre parti, le Parti républicain italien.

- 22 juillet : Mehmet Ali Ağca est condamné à l'emprisonnement à vie pour la tentative d'assassinat de Jean-Paul II[13].
- 29 juillet : décret-loi n° 402 sur la maîtrise des dépenses de sécurité sociale et l'ajustement des cotisations[14]. Plan de rigueur budgétaire : gel des dépenses de fonctionnement et des dépenses de santé, coupes dans les transferts de l’État aux collectivités, hausse des cotisations sociales.
- 22 octobre : double meurtre de Stefano Baldi et Susanna Cambi, à Calenzano, près de Florence, commis par le monstre de Florence[15].

- 17 décembre : enlèvement à Véronne par les Brigades rouges du général américain de l'OTAN, James L. Dozier (en), libéré le 28 janvier 1982 à Padoue[16].

## Économie

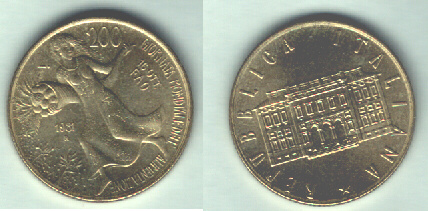
Le déficit du commerce extérieur au premier semestre s’aggrave de 40 % par rapport au premier semestre 1980 et atteint 10600 milliards de lires. Dévaluation de la lire en mars (6 %) et en octobre (3 %).

- Échec du nouveau plan d’assainissement, dû aux augmentations de salaire de la fonction publique et à la revalorisation des pensions. Deux millions de chômeurs (8,8 % de la population active). Le déficit atteint 12 % du PIB. Les dépenses publiques atteignent un plus haute avec 51,5 % du PIB. Le paiement des seuls intérêts de la dette engloutit 14,5 % de la richesse nationale.

## Culture

### Cinéma
- 26 septembre : 26e cérémonie des David di Donatello.

#### Mostra de Venise
- Lion d'or : Les Années de plomb (Die Bleierne Zeit) de Margarethe von Trotta
- Coupe Volpi pour la meilleure interprétation féminine : non décerné
- Coupe Volpi pour la meilleure interprétation masculine : non décerné

### Littérature
- La première de la pièce La vita comincia ogni mattina est jouée à Milan au Teatro Nazionale (it), sur une mise en scène de Pietro Garinei, avec Gino Bramieri.

#### Prix et récompenses
- Prix Strega : Umberto Eco, Il nome della rosa (Le Nom de la rose) (Bompiani)
- Prix Bagutta : Pietro Citati, Breve vita di Katherine Mansfield, (Rizzoli)
- Prix Campiello : Gesualdo Bufalino, Diceria dell'untore
- Prix Napoli : Fabrizia Ramondino, Althenopis, (Einaudi)
- Prix Stresa : Virginia Galante Garrone, Se mai torni, (Garzanti)
- Prix Viareggio : Enzo Siciliano, La principessa e l'antiquario

## Naissances en 1981
- 3 janvier : Cristian Deville, skieur alpin.
- 7 janvier : Manuele Cricca, joueur de volley-ball.
- 8 janvier : Andrea Capone (it), footballeur.
- 9 janvier : Emanuele Sella, coureur cycliste sur route.
- 12 janvier : Katja Haller, biathlète.
- 14 janvier : Lorenzo Branchetti (it), acteur et animateur de télévision.
- 19 mai : Isabella Ragonese, dramaturge, metteur en scène et actrice de théâtre et de cinéma.
- 23 juin : Giulio Migliaccio, footballeur.

## Décès en 1981
- 4 janvier : Bruno Fortichiari (it), 98 ans, homme politique, l'un des fondateurs du Parti communiste italien. (° 8 février 1892)
- 2 juin : Rino Gaetano, chanteur compositeur.
- 27 juin : Eros Sciorilli (it), 69 ans, pianiste, chef d'orchestre et compositeur. (° 25 novembre 1911)